# Kelenföld vasútállomás metróállomás
A Kelenföld vasútállomás (az eredeti tervekben: Kelenföldi pályaudvar) a budapesti M4-es metróvonal budai végállomása a Kelenföld vasútállomás alatt. Innen tervezik folytatni a vonalat Madárhegy és Gazdagrét felé (harmadik szakasz). A végállomástól délkeletre épült a metróvonal járműtelepe. Az állomást a vonalon a Bikás park követi.
A megálló a vonalon tizedikként, 2014. január 28-án kapta meg a használatbavételi engedélyt az NKH-tól.
A 16 méter mélyen fekvő, 3 kijárattal rendelkező állomás peronjára 8 mozgólépcsővel és 2 lifttel lehet lejutni, de összesen 27 mozgólépcsővel és 9 felvonóval van felszerelve, ezek az állomásra és a két végén az Etele téri és az őrmezei oldalt, illetve a vasútállomás peronját összekötő kiterjedt aluljárórendszerrel lettek felszerelve. Ezen az állomáson is fellelhetőek a vonal többi metrómegállójának stílusjegyei: díszrozsda, látszóbeton, letisztult kialakítás, magas belmagasság. A projekt része volt Őrmező Intermodális Csomópont kialakítása, ami egy buszvégállomás és egy (később átadott) 1400 férőhelyes P+R parkoló építését tartalmazza.

## Galéria

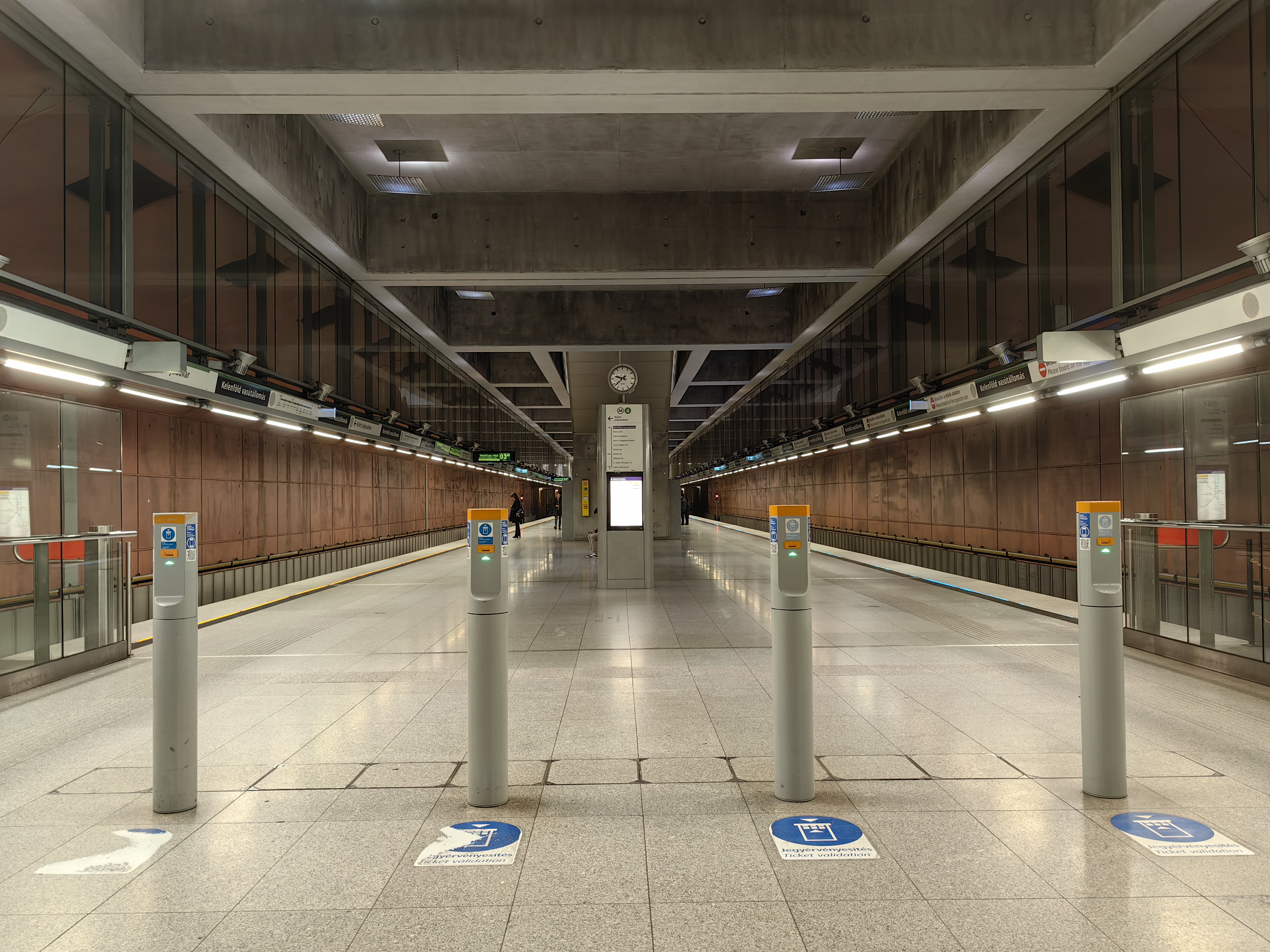
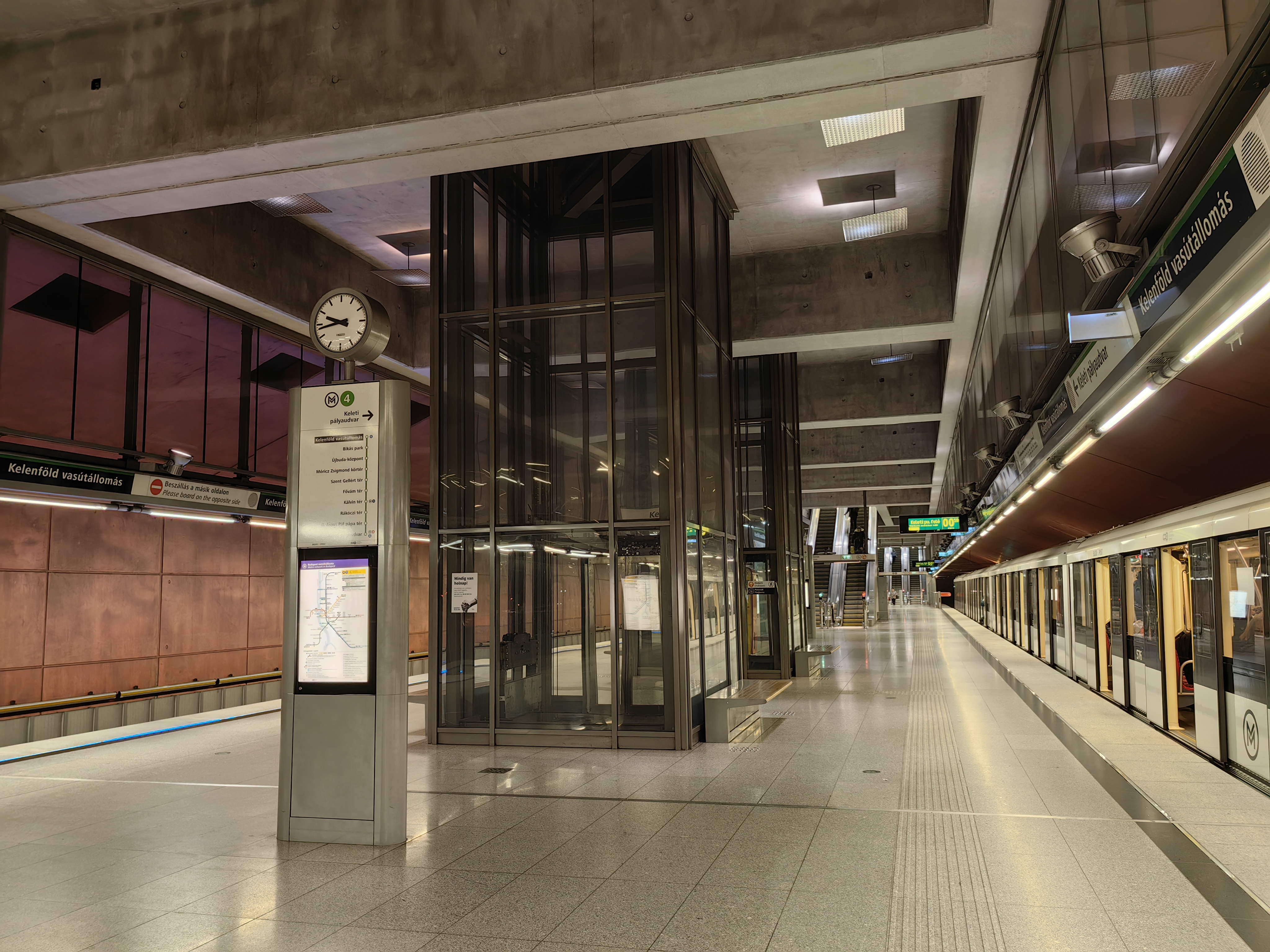
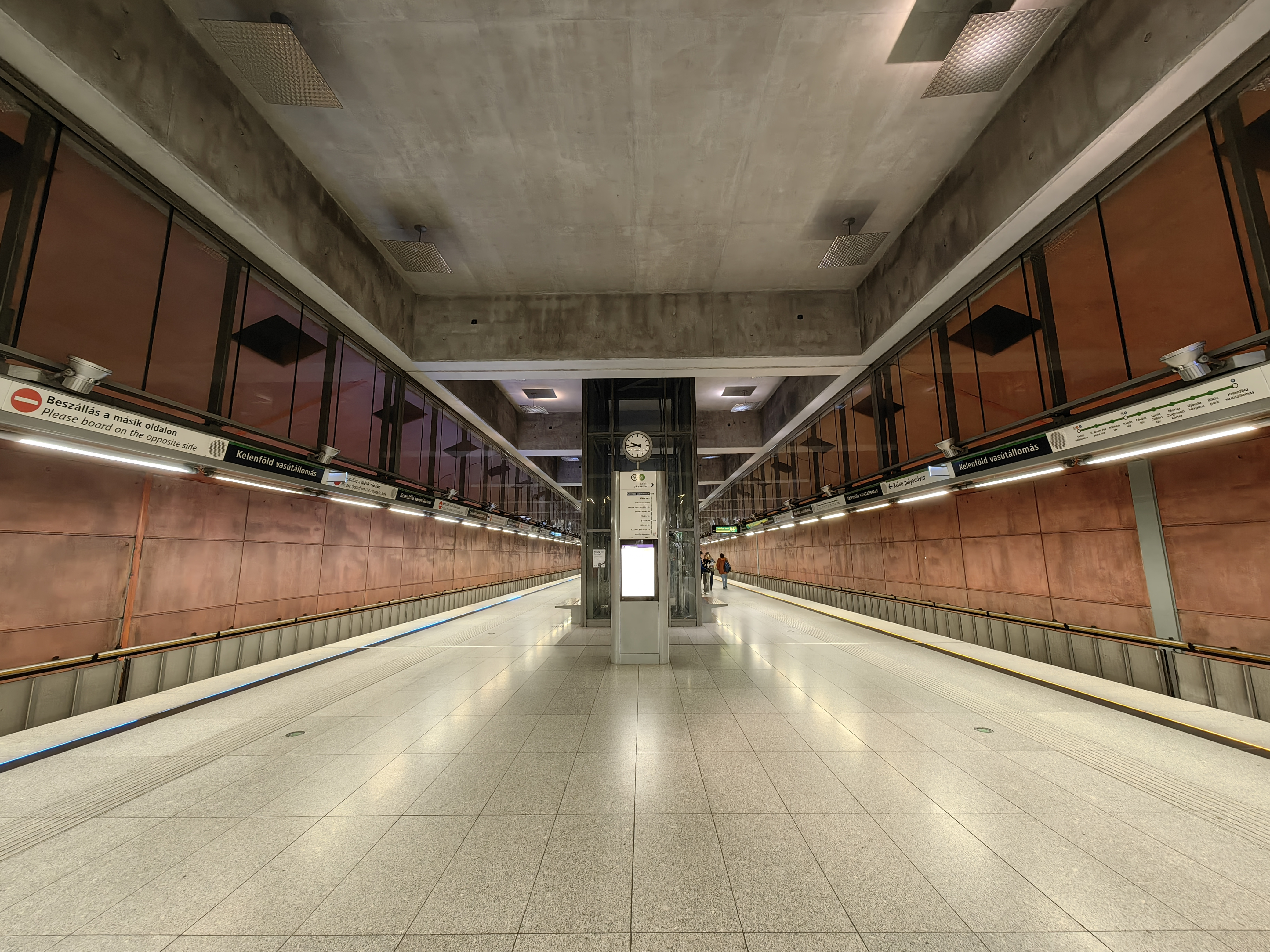
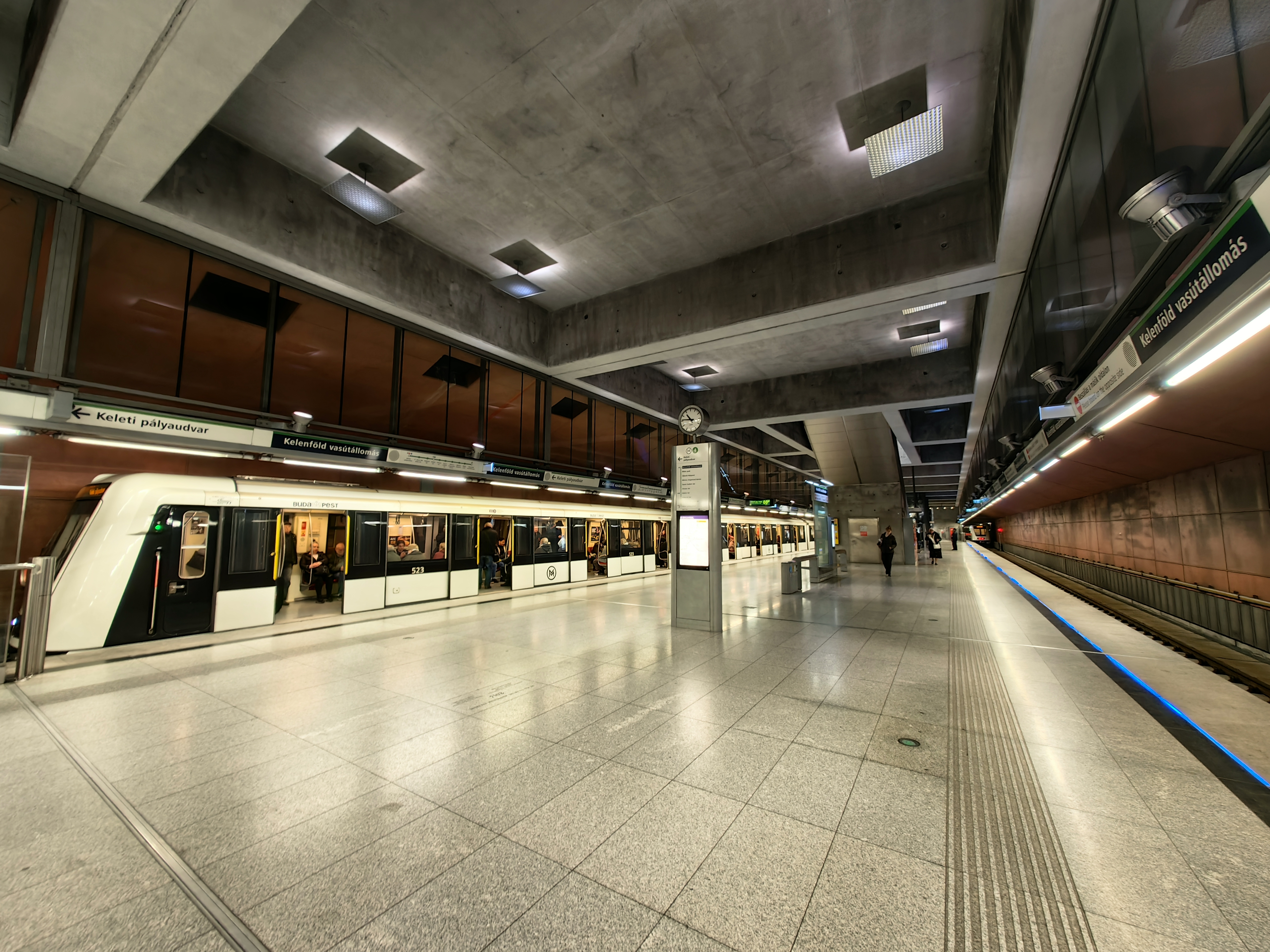

## Átszállási lehetőségek
| Kelenföld vasútállomás | 1, 19, 49 8E, 40, 40B, 40E, 53, 58, 87, 87A, 88, 88A, 101B, 101E, 108E, 141, 150, 150B, 153, 154, 172, 173, 187, 188, 188E, 250, 250B, 251, 251A, 251E, 272 689, 691, 710, 712, 715, 720, 722, 724, 725, 727, 731, 732, 734, 735, 736, 760, 762, 763, 764, 767, 770, 774, 775, 778, 779, 798, 799 S10 G10 S12 S30 G30 Z30 S34 S35 S36 S40 G40 Z40 S42 Z42 G43 G44 IC, EC, EN, sebesvonat, gyorsvonat, expresszvonat, P+R | Kelenföld vasútállomás Kelenföld autóbusz-állomás M1–M7 autópályák |